# Apachekolos invasus
Apachekolos invasus is een vliegensoort uit de familie van de roofvliegen (Asilidae). De wetenschappelijke naam van de soort is voor het eerst geldig gepubliceerd in 2005 door Scarbrough & Perez-Gelabert in Scarbrough & Perez-Gelabert & Page.